# Giovanni Favaretto Fisca

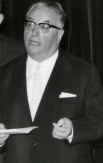
Favaretto Fisca im Jahr 1963

Giovanni Favaretto Fisca (* 17. März 1902 in Gambarare di Mira; † 7. November 1986) war Widerstandskämpfer, Präsident der Provinz Venedig (heute Metropolitanstadt Venedig) und vom 15. Mai 1960 bis zum 18. März 1970 Bürgermeister Venedigs. Er löste damit Armando Gavagnin ab, der gleichfalls der Democrazia Cristiana angehörte. Auch war er Präsident der Biennale di Venezia.

## Leben
Favaretto Fisca, der 1944 der Democrazia Cristiana beitrat, tat sich zunächst als Ingenieur und Architekt hervor. Nach dem Kriegsende wurde er vom Comitato di Liberazione Nazionale zum Vizepräsidenten der Provinzdeputation Venedig ernannt. Vier Jahre später wurde er ihr Präsident.

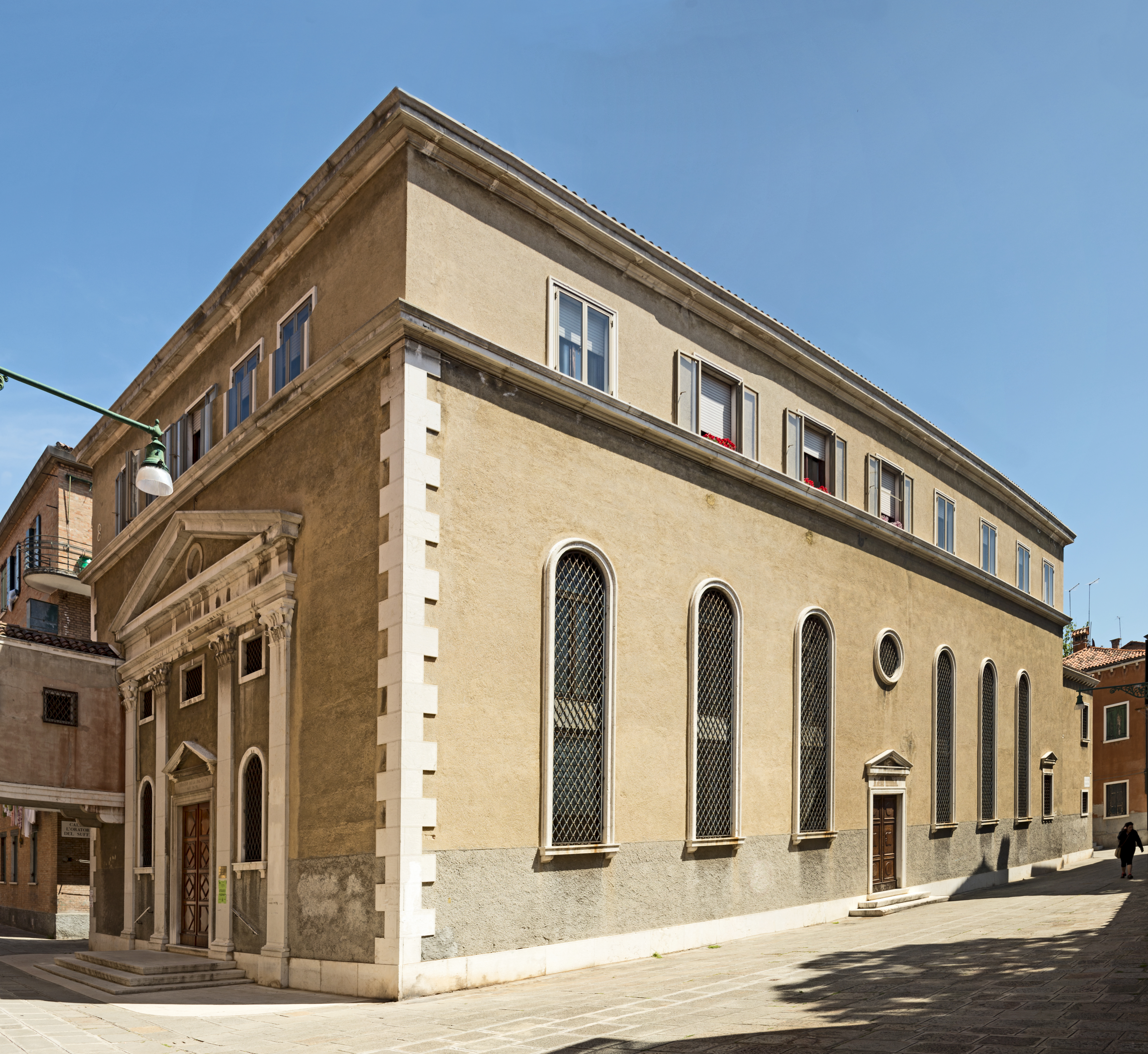
Die Fassade der Kirche Cristo Re alla Celestia, die von 1950 bis 1952 errichtet wurde

Er war neben Giovanni Lirussi für den Bau einer kleinen Kirche am Arsenal verantwortlich, die die dortigen Franziskanerinnen in Auftrag gegeben hatten. Die 1950 bis 1952 fertiggestellte Kirche Cristo Re alla Celestia ist der einzige sakrale Bau, der in Venedig seit dem Zweiten Weltkrieg errichtet wurde. Der ursprüngliche Bau stammte von 1459, doch wurde die Kirche unter Napoleon entweiht. Erst 1878 zogen die Franziskanerinnen (Christus König) dort ein, eine von Prinzessin Benedetta Savoia Carignano und der venezianischen Adligen Angela Canal gegründete Einrichtung. Auch das 1951 fertiggestellte Hotel Papadopoli in der Nähe der Giardini Papadopoli geht auf Favaretto Fiscas Pläne zurück.

### Wahl zum Bürgermeister (1960)
In Venedig versuchte die Democrazia Cristiana bereits 1958, im Gegensatz zur Parteiführung, eine Annäherung an die Linksparteien. Dabei versuchten die Christdemokraten eine Koalition mit Sozialisten, Liberalen (Partito Liberale Italiano) und Sozialdemokraten zustande zu bringen, dann eine Regierung des „Pragmatismus“ und der „Verwaltung“. Weder das eine noch das andere Lager war in der Lage, eine Regierung zu bilden, so dass eine kommissarische Regierung eingesetzt wurde, die spätestens am 26. Juli 1959 hätte enden müssen. Doch erst am 5. November 1960 kam es zu Wahlen, in deren Folge die Christdemokraten 23 Ratsherren (consiglieri) stellten, die Kommunisten 14, die Sozialisten 13, die Sozialdemokraten 4. Während es in Venedig also keine Änderungen bei der Blockbildung und den Machtverhältnissen gab, tendierte das Land inzwischen zu einer Mitte-links-Regierung. 30 Stimmen entfielen schließlich bei der entscheidenden Wahl auf Giovanni Favaretto Fisca, 27 auf Armando Gavagnin, seinen Vorgänger, 3 waren ungültig. Favaretto Fisca blieb 10 Jahre Bürgermeister der Stadt.
Am 15. Juli 1961 ließ Favaretto Fisca den Bikini am Lido verbieten. 
1961 zählte man in Venedig 347.887 Einwohner, von denen 137.150, also 39,4 % der Gesamtbevölkerung, im historischen Zentrum lebten. Weitere 49.702 lebten in der Lagune (14,3 %), 161.035 auf dem Festland, der terraferma (46,3 %). Innerhalb von nur zehn Jahren hatten sich die Bevölkerungsanteile zwischen dem alten Zentrum und dem Festland umgekehrt.

### Wiederwahl (1962), Le Corbusiers Krankenhausprojekt (1964–1965)
Am 4. Oktober 1962 eröffnete der Bürgermeister eine viertägige Konferenz unter dem Titel Il problema di Venezia (Das Problem Venedigs). Tatsächlich wurde eine Vielzahl von Konfliktlinien der Stadt angesprochen, auch die Gegensätze zwischen Modernisierern und Erhaltern bzw. Konservativen kamen zur Sprache, doch blieb die Versammlung, die sich praktisch nur um das historische Zentrum drehte, letztlich ohne Folgen. Bei den Wahlen vom 22. November 1964 erhielten die PSI 13,8 %, die DC 32,7 und der PCI 24,4 % der Stimmen. Favaretto Fisca konnte seine Mitte-links-Koalition fortsetzen.
Im Februar 1964 erhielt Le Corbusier den Auftrag, ein neues Krankenhaus bei San Giobbe am Nordwestrand der Stadt zu konzipieren, denn man glaubte in Venedig, er würde Rücksicht auf die Stadtstruktur nehmen, da er Hochhäuser für Venedig abgelehnt hatte. Zwar war der Architekt zunächst nicht interessiert, doch änderte er während einer Venedigreise mit Giuseppe Mazzariol am 31. August 1963 seine Meinung, nachdem er im Juli bereits in Gesprächen über Hospitalbauten (in Dänemark) gewesen war. Tatsächlich wollte Le Corbusier von seinen bisherigen Konzepten abweichen, was in Venedig begrüßt wurde, und vielmehr die individuellen Bedürfnisse in einer Fußgängerstadt berücksichtigen, ebenso wie das ungewöhnliche Netzwerk, das die Stadt bildete. Doch starb der Architekt, noch bevor das Werk in Angriff genommen wurde. Der Bürgermeister empfing Le Corbusier persönlich. Dieser war stark von den Werken Vittore Carpaccios beeinflusst, der wiederum das Handeln der Menschen im Rahmen der Stadt in den Mittelpunkt stellte.

### Hochwasser vom 4. November 1966, Studentenbewegung
Am 4. November 1966 traf Venedig eine so heftige Überschwemmung, dass internationale Verbände und Stiftungen sich zusammenfanden, um die Stadt vor der Zerstörung zu bewahren. Zwei Jahre zuvor war trotz Warnungen und Protesten begonnen worden, den Canale dei Petroli auszuheben, der es Tankern gestatten sollte, Marghera durch die Lagune anzusteuern.
Doch lag zu dieser Zeit der Schwerpunkt der Politik nicht beim Schutz der Lagune – im Gegenteil wurde immer mehr davon zugeschüttet, etwa für den Flughafen Marco Polo. Vom 19. April bis zum 20. Juli 1967 besetzten Studenten bis zur polizeilichen Räumung das Hauptgebäude der Architekturfakultät, um gegen Einschreibegebühren zu protestieren. Vom 8. bis 9. Juni fand eine Versammlung der Studentenbewegung statt, vom 2. bis 6. September eine nationale Studentenversammlung in der Ca’ Foscari, dem Hauptgebäude der Universität. Am 21. Juni 1967 begann ein Streik der Arbeiter in der Petrochemie von Porto Marghera.
1968 wurde der Bürgermeister Präsident der Biennale. Allerdings richteten sich inzwischen Proteste gegen die einseitige Ausrichtung der Stadt auf den Tourismus auch gegen diese Großveranstaltung; zudem stellte sich seit der Überschwemmung von 1966 dringlicher die Frage nach der Zukunft der Stadt. Diese Proteste verbanden sich vor allem in der Filmbiennale mit Forderungen nach einer Demokratisierung der italienischen Staatsstrukturen.

### Wahl Giorgio Longos zum Bürgermeister (1970)
Bei den Wahlen von 1970 wurde Giorgio Longo, gleichfalls von den Christdemokraten, Bürgermeister, während Mario Rigo Consigliere Comunale und zugleich Vizebürgermeister (Vicesindaco) derselben Koalition aus DC, PSI und PSDI wurde. Bei den Wahlen erhielten die DC 31,6 %, PCI 27,6 % und PSI 11,7 %.